# Elmantis lata
Elmantis lata är en bönsyrseart som beskrevs av Giglio-tos 1915. Elmantis lata ingår i släktet Elmantis och familjen Mantidae. Inga underarter finns listade i Catalogue of Life.